# A.R.M.I.Y.A.
 (juillet 2024).
A.R.M.I.YA. (en ukrainien : А.Р.М.И.Я.) est un groupe ukrainien de musique pop formé en 2007.

## Membres

### Membres actuels
- Anastassia Snadna
- Irina Stepanova
- Svetlana Safronova
- Vera Varlamova

### Anciens membres
- Oksana Zadorozhnaya
- Yulia Kavtaradze
- Anastassia Kumieiko

## Discographie

### Albums studio
- 2007 : My Sdelali Eto
- 2009 : Revolución sexual

### Singles
- 2007 : De esto
- 2009 : Chempion
- 2010 : Allo, Allo
- 2011 : Follow Your Feeling
- 2011 : Let me Be